# Young Yakuza
Young Yakuza ist der Titel einer Dokumentation von Jean-Pierre Limosin, die bei den Internationalen Filmfestspielen von Cannes 2007 außer Konkurrenz gezeigt wurde.

## Handlung
Jugendarbeitslosigkeit und -gewalt sind auch in Japan ein Thema. Jean-Pierre Limosin begleitet in seiner Dokumentation den 20-jährigen Naoki, der ebenfalls in den Sog von Gewalt und Nichtstun geraten ist. Ein Freund der Familie bietet der Mutter von Naoki an, ihren Sohn zu einer Lehre bei der lokalen Yakuza zu schicken. Die Ausbildung soll zunächst ein Jahr dauern, und in dieser Zeit muss sich Naoki entscheiden, ob er ein Leben in der Mafia führen möchte.

## Wissenswertes
Jean-Pierre Limosin ging mit dem lokalen Yakuza-Anführer einen Deal ein: Dieser besagt, dass nichts von den Aktivitäten der Yakuza-Gruppe gezeigt wird, die in das japanische Strafrecht fallen könnten.